# Tabanus subparadoxus
Tabanus subparadoxus är en tvåvingeart som beskrevs av Olsufjev 1941. Tabanus subparadoxus ingår i släktet Tabanus och familjen bromsar. Inga underarter finns listade i Catalogue of Life.